# Итальянско-кенийские отношения
Кенийско-итальянские отношения — двусторонние отношения между Кенией и Италией.

## Дипломатические отношения
Отношения между обеими странами остаются дружественными. Действует посольство Кении в Риме. Оно также аккредитовано в Греции, Польше, на Кипре и на Мальте. У Италии действует посольство в Найроби.
Министр иностранных дел Италии Франко Фраттини посетил Кению в 2010 году. Премьер-министр Кении посетил Италию в 2009 году. Министры финансов и сельского хозяйства Кении также посетили Италию.
В июле 2015 года премьер-министр Италии Маттео Ренци совершил двухдневный официальный визит в Найроби. Там он провёл двусторонние переговоры с президентом Ухуру Кениатой, которые в основном касались совместных усилий обеих стран по борьбе с терроризмом, а также по инвестициям в Кении.
Президент Италии Серджо Маттарелла посетил Кению в марте 2023 года. Одной из повесток обсуждения стало изменение климата.

## Развитие сотрудничества
В 1902 году первые итальянские миссионеры прибыли в Кению. Обе страны имели тесные связи в 1960-х годах. Более глубокие связи возникли с подписанием соглашения в 1985 году. Это соглашение явилось первым двусторонним соглашением между Кенией и Италией. Оно охватывало сотрудничество в области техники, экономики и развития. Между 1985 и 2010 годами Кения получила 16,7 млрд. кенийских шиллингов (160 млн. евро) в качестве помощи в целях развития  и 5,2 млрд шиллингов (50 млн евро) льготных кредитов из Италии.
Ключевыми сферами сотрудничества Кении и Италии являются:
- Здравоохранение
- Водные ресурсы
- Природные ресурсы и охрана окружающей среды
- Городское развитие

В 2011 году более 50 кенийских студентов отправились учиться в Италию. 
Действует Итальянский институт культуры в Найроби.

### Проект Сан-Марко
Проект является инициативой правительства Италии по расширению освоения космоса. В Кении обе страны сотрудничали в создании космического центра Сан-Марко в Малинди, округ Килифи. Космический центр работает с 1964 года.

## Экономические отношения
В 1996 году Кения и Италия подписали соглашение о поощрении и защите инвестиций.
Кения ежегодно экспортирует в Италию товары на сумму 3,5 миллиарда кенийских шиллингов (33 миллиона евро). Италия экспортирует товары на сумму 9,4 миллиарда кенийских шиллингов (89,3 миллиона евро).
Италия является третьим по величине туристическим рынком Кении в Европе после Германии и Франции. В 2013 году Кению посетили 82 000 итальянских туристов.
Кения считается точкой доступа к рынкам Восточной Африки и одним из основных экспортных рынков Италии в Африке.
Eni Kenya в сотрудничестве с Министерством сельского хозяйства Кении на территории Кении осуществляет проект производства растительного масла для биотоплива. 71 млн долл. для реализации проекта выделил Итальянский климатический фонд. Ещё 128 млн долл. вложено Международной финансовой корпорацией.